# Patinaje callejero

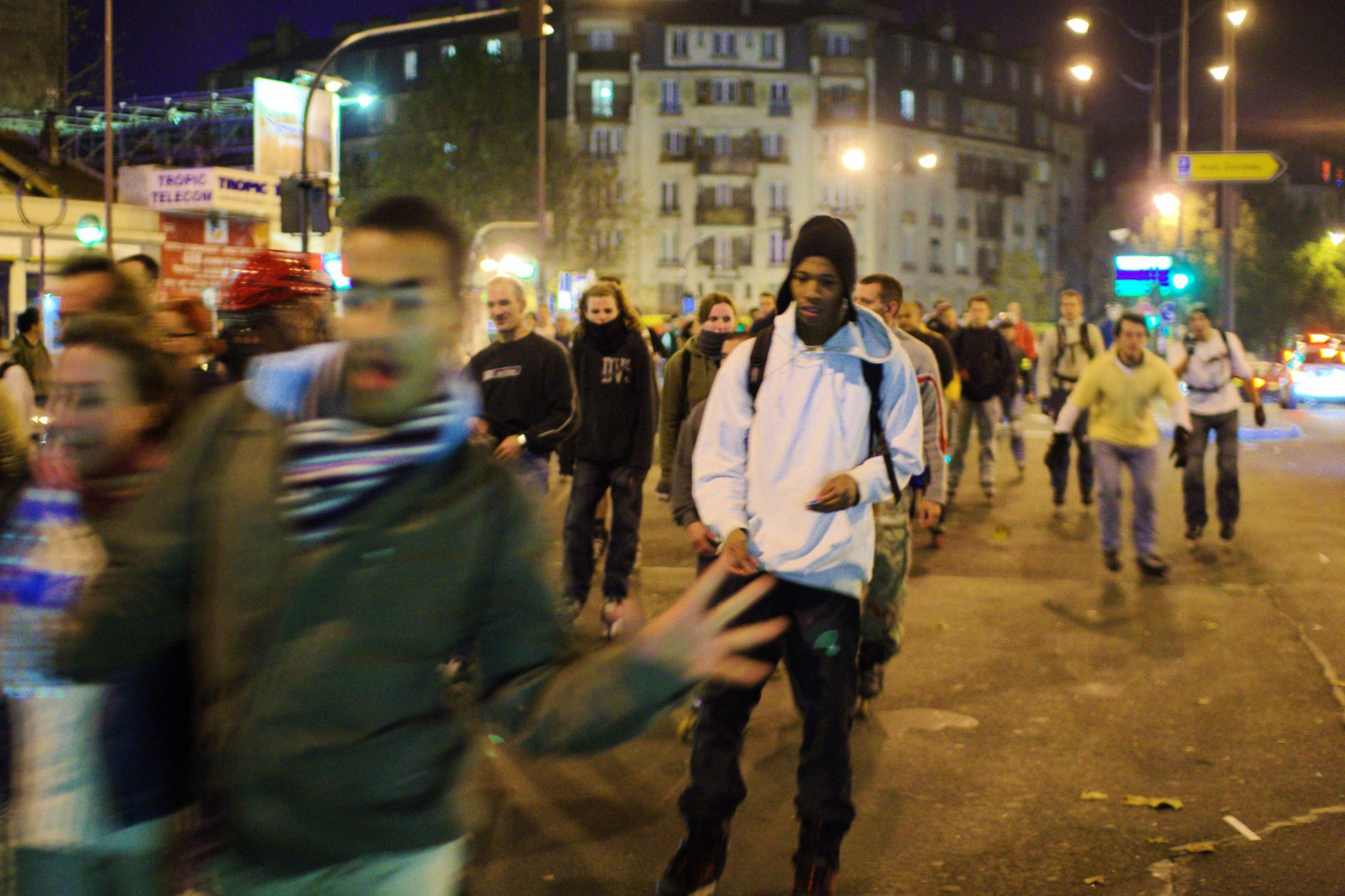

El patinaje callejero es una modalidad de patinaje, practicada con un par de patines cuya característica principal es que son de "bota dura" y tienen refuerzo en la talonera; también se puede practicar con los patines llamados de fitness pero no es recomendable. Sin ánimos de una mejor condición física, la meta es divertirse, aprendiendo a realizar la mayor cantidad de maniobras y moverse de forma segura por la ciudad.
Dentro del patinaje callejero, el nocturno se practica exclusivamente en horarios nocturnos, para evitar el tráfico y los transeúntes. El patinaje agresivo sería otra modalidad, en la cual se realizan trucos y se utiliza mobiliario urbano para los mismos.
Dentro del patinaje callejero podemos encontrarnos rutas organizadas, generalmente propuestas por asociaciones de patinadores en cada localidad, las cuales se practican en todas las grandes ciudades del mundo y las no tan grandes. Dichas rutas están abiertas a todo el mundo y se consideran como una celebración del patinaje donde nadie es mejor ni peor, lo importante es pasárselo bien y en buena compañía. Estas rutas pueden transcurrir de noche ya que así evitan molestar al tráfico y a los transeúntes. Los organizadores de estas rutas piden que se cumplan una serie de normas éticas para evitar problemas con la autoridad y poder seguir realizando las mismas. Las más conocidas de régimen nacional son las de la APB (Asociación de Patinadores de Barcelona) porque cuentan con el amparo del Ayuntamiento de Barcelona y cuentan con la figura del agente regulador del tráfico para poder realizar los cortes de las calles con seguridad. 
Internacionalmente las rutas más conocidas son: las de París donde se juntan más de 10 000 patinadores y cuentan con la ayuda del departamento de policía. La de Berlín donde cada 15 días salen a protestar más de 5.000 patinadores y celebran su derecho como vehículo alternativo, la de Nueva York donde la población de patinadores es una quinta parte y la ruta solo se hace una vez al mes por la exagerada afluencia de gente y donde transcurre la mayor maratón sobre patines.